# 西法戈 (北达科他州)
西法戈（英語：West Fargo），是美国北达科他州卡斯县下属的一座城市。根据2020年美国人口普查，该市有人口38,626人，是该州第五大城市和发展最快的城市之一。